# Демир, Мерт Рамазан
Мерт Рамазан Демир (тур. Mert Ramazan Demir; род. 28 января 1998) — турецкий актёр кино и телевидения. Он получил известность благодаря роли Ферита Корхана в сериале «Зимородок». Он также известен как один из самых красивых мужчин во всей Турции. Его работа была звездной, и он обладал сияющим великолепием, работая со своей потрясающей коллегой Афрой Сарасоглу, которая сыграла его независимую и милую сердцу жену Сейран Корхан. Демир также сыграл роль Атеша (огонь) в турецком сериале 2020 года Öğretmen (сериал «Учитель»), снова с Афрой, которая сыграла Гизем (тайна). И в Öğretmen, и в Yalı Çapkını видно, что его работа стала отдельной вехой в профессии. Его работа с Афрой была мощной и ослепительно волшебной, она покорила турецкий кинематограф и действительно создала веху дуэтного исполнения в истории турецкой драматургии.
Его царственная мудрость и джентльменский характер почитаются поклонниками, а завораживающая сила его вокала - величественное и впечатляющее зрелище. Он также является певцом и исполнил три романтические песни для шоу Yalı Çapkını. Ферит Корхан также известен тем, что неоднократно пел очень милые песни своей жене Сейран. Эти сцены стали одними из самых особенных в сериале.
Он был на первой странице ELLE Man 2024, а также работал в Париже с Based Istanbul.

## Ранние годы
Мерт Рамазан Демир родился 28 января 1998 года в районе Шиле, Стамбула, Турция). Демир из многодетной семьи, есть у него четыре брата и одна сестра, сам Мерт Демир является предпоследним ребёнком у родителей. Всё своё детство и юность провёл у себя в Шиле, после чего перебрался в Стамбул, подав заявку в кастинговое агентство Семы Бекмез. В начале своей актёрской карьеры и до успеха сериала «Зимородок», где молодой человек играл одну из главных ролей, имел большие финансовые трудности. Однажды в интервью Демир рассказывал о том, что ему было даже нечем платить за съёмное жильё.

## Карьера
Свой карьерный путь Мерт начал в 2015 году, сыграв незначительную роль в известном турецком сериале «Великолепный век: Империя Кёсем», после чего также принимал участие в одном из эпизодов сериала «Госпожа Фазилет и её дочери». Первую небольшую известность Мерту принесла роль Атеша в проекте «Учитель», после чего его стали приглашать уже на более значимые роли. Так состоялся его дебют в кино с фильмом от Netflix «UFO», где актёр сыграл главную роль. Также ему досталась одна из значимой роли в откровенном сериале «Обнажённая». В 2023 году Мерт вновь сыграл второстепенного персонажа в проекте от Netflix «Шахмаран».
Однако большое признание в качестве актёра кинематографии и известности Мерт приобрёл после того, как осенью 2022 года вышел на экраны турецкий телесериал «Зимородок». Ему досталась главная роль ветреного бабника и представителя «золотой молодёжи» Ферита Корхана, который против своей воли вынужден жениться на скромной девушке из провинции. Сериал очень быстро приобрёл популярность в Турции, в России, а также в других странах, где был осуществлен показ.
В апреле 2025 года Мерт Рамазан Демир уходит служить в армию. Более того, по информации турецкой прессы, известно даже, где именно будет служить Мерт Рамазан Демир. Бирсен Алтунташ утверждает, что парень отправится в военное подразделение в Искендеруне в первую неделю апреля. Там он пройдет сокращенную военную службу, после которой отправится в заслуженный отпуск.

## Личная жизнь
Мерт Рамазан Демир встречается со своей партнёршей по сериалу «Зимородок» Афрой Сарачоглу. 

## Фильмография
| Год       |   | Русское название                | Оригинальное название    | Роль         |
| --------- | - | ------------------------------- | ------------------------ | ------------ |
| 2015      | с | Великолепный век. Империя Кёсем | Muhtesem Yüzyil: Kösem   | —            |
| 2017—2018 | с | Госпожа Фазилет и её дочери     | Fazilet Hanım ve Kızları | —            |
| 2019      | ф | В твоем голосе любовь           | Sesinde Ask Var          | Бугра        |
| 2019      | ф | Я – это ты                      | I Am You                 | Икрам        |
| 2019      | ф | Обет                            | Üç Harfliler: Adak       | Метин        |
| 2020      | с | Учитель                         | Öğretmen                 | Атеш         |
| 2020—2021 | с | Обнажённая                      | Çiplak                   | Джем         |
| 2021      | с | Время умирать                   | Ölüm Zamani              | Айхан        |
| 2022      | ф | УФО                             | UFO                      | Эсе          |
| 2022—2025 | с | Зимородок                       | Yalı Çapkını             | Ферит Корхан |
| 2023—2025 | с | Шахмаран                        | Sahmaran                 | Джихан       |

## Участие в рекламе и обложки журналов
- 2022 — Vogue Türkiye
- 2022 — HELLO! Türkiye
- 2023 — Magnet Quarterly
- 2023 — 2024 — DİMES COOL
- 2023 — Based Istanbul
- 2023 — Yves Saint Laurent MYSLF
- 2024 — 2025 — Head & Shoulders
- 2024 — ELLE Man Türkiye
- 2025 — Burberry
- 2025 — L'Officiel Hommes Türkiye

## Награды и номинации
| Год  | Премия                   | Категория                                     | Работа    | Результат |
| ---- | ------------------------ | --------------------------------------------- | --------- | --------- |
| 2023 | Премия «Золотая бабочка» | Лучшая мужская роль                           | Зимородок | Номинация |
| 2023 | Премия «Золотая бабочка» | Лучшая телевизионная пара (с Афрой Сарачоглу) | Зимородок | Номинация |
| 2023 | Молодёжная премия Турции | Лучший телевизионный актёр                    | Зимородок | Победа    |
| 2023 | Молодёжная премия Турции | Лучшая телевизионная пара (с Афрой Сарачоглу) | Зимородок | Победа    |
| 2023 | Премия «PRODU»           | Лучший иностранный актёр                      | Зимородок | Победа    |
| 2023 | Премия «BreakTudo»       | Лучший иностранный актёр                      | Шахмаран  | Победа    |